# Eudarluca australis
Eudarluca australis är en svampart som beskrevs av Speg. 1908. Eudarluca australis ingår i släktet Eudarluca och familjen Phaeosphaeriaceae.   Inga underarter finns listade i Catalogue of Life.